# Delmir de Caralt i Matheu
Delmir de Caralt i Matheu   (Mataró, 1835 - 1914) fou un advocat i empresari català.

## Biografia
Fill de Josep de Caralt i Argila i de Maria Matheu i Jaques, es casà amb Filomena Sala i Tió i fou pare de Josep de Caralt i Sala, comte de Caralt des del 1916, i de Delmir de Caralt i Sala, casat amb Maria dels Àngels Puig i España. Fou avi del cineasta Delmir de Caralt i Puig.
El 1863 fundà amb Pelegrí Marquès i Riba l'empresa Marqués, Caralt i Cia, dissolta el 1869, i que fou la pionera en desenvolupar la indústria del cànem. La fàbrica esdevingué Caralt i Pérez i s'instal·là a l'Hospitalet de Llobregat. El 1906 va morir Pelegrí Marquès i es quedà com a soci únic amb el nom de Caralt i Cia.
Fou president de Foment del Treball Nacional i de la Junta d'Obres del Port de Barcelona, i diputat a Corts del Partit Conservador pel districte de Mataró a les eleccions generals espanyoles de 1891, des d'on defensà el proteccionisme.